# Naso caesius
A Naso caesius a sugarasúszójú halak (Actinopterygii) osztályának sügéralakúak (Perciformes) rendjébe, ezen belül a doktorhalfélék (Acanthuridae) családjába tartozó faj.

## Előfordulása
A Naso caesius a Csendes-óceánban fordul elő. Ausztrália keleti partjain, valamint a Csendes-óceán számos szigetének a part menti vizében megtalálható. A következő szigetek környékén lelhető fel: Északi-Mariana-szigetek, Hawaii, Marshall-szigetek, Pitcairn-szigetek, Társaság-szigetek és Új-Kaledónia.

## Megjelenése
Ez a halfaj legfeljebb 45,6 centiméter hosszú. A hátúszóján 6-7 tüske és 27-30 sugár, míg a farok alatti úszóján 2 tüske és 28-31 sugár ül. A testszíne a kékesszürkétől a szürkésbarnáig változik. A testén függőleges sávok lehetnek; ezek a sávok példányonként világosabbak, vagy sötétebbek, mint az alapszín. A farokúszója egyszínű. A kopoltyúfedőinek az alsó része világosabb. Az alsó ajak szegélye nem fehér.

## Életmódja
Trópusi és tengeri hal, amely a korallzátonyokon él. 15-50 méteres mélységekben lelhető fel. A korall borította és a kavicsos tengerfenéket kedveli, ahol magányosan vagy kisebb rajokban úszik. A tiszta vizű szorosokat és lagúnákat sem kerüli el. Állati planktonnal táplálkozik.